# Invalidität
Invalidität ist die dauernde Beeinträchtigung der körperlichen und/oder geistigen Leistungsfähigkeit aufgrund von Krankheit oder Gebrechen, die zu einer ebenfalls dauernden Dienst- beziehungsweise Berufsunfähigkeit geführt hat. Kriegsversehrte bezeichnete man historisch als Invalide.

## Herkunft des Wortes
Das Wort invalidité  beziehungsweise invalide stammt aus dem Französischen und geht auf Lateinisch invalidus (= kraftlos, schwach, hinfällig) zurück. Im Mittelalter bedeutete es „verwundet“ (les invalides, „die Verwundeten“), im 18. Jahrhundert gebrauchte man Invalide für dienstuntauglicher oder ausgedienter Soldat. Im 19. Jahrhundert wurde das Wort im Deutschen gebräuchlich.

## Geschichte
An die Stelle des Gesetzes über die Invaliditäts- und Altersversicherung vom 22. Juni 1889 und des Gesetzes, betreffend die Abänderung des §. 157 des Invaliditäts- und Altersversicherungsgesetzes vom 8. Juni 1891 trat am 1. Januar 1900 das Invalidenversicherungsgesetz im Deutschen Reich in Kraft.
Es regelte nicht nur die Invalidität, sondern auch die Altersversicherung, die jedoch in ihrer Bedeutung immer mehr zurückging, weil die meisten Versicherten vor Vollendung des 70. Lebensjahres den zur Inanspruchnahme einer Invalidenrente erforderlichen Grad von Invalidität erreichten. Berechtigt waren Personen, deren Erwerbsfähigkeit infolge von Alter (generell ab dem 70. Lebensjahr), Krankheit oder anderer Gebrechen dauernd auf weniger als ein Drittel herabgesetzt wurde.

## Invaliditätsabsicherungen
Als Arbeitnehmer ist man in Deutschland innerhalb der Beitragsbemessungsgrenze über die Gesetzliche Rentenversicherung gegen dauernde Arbeits- beziehungsweise Erwerbsunfähigkeit versichert. Früher hieß sie Invaliditätsrente, danach Erwerbsunfähigkeitsrente und heute Erwerbsminderungsrente.

## Ergänzender Versicherungsschutz
Zu den privaten Invaliditätsversicherungen zählen neben der Berufsunfähigkeitsversicherung die Erwerbsunfähigkeitsversicherung, die Grundfähigkeitsversicherung, die Dread-Disease- sowie die private Unfallversicherung, die in ihren Bedingungen jedoch unterschiedliche Ausprägungen haben. Mittlerweile gibt es auch Versicherungsprodukte, die verschiedene Formen des Risikoschutzes kombinieren.